# Un papa sur mesure
Pour plus de détails, voir Fiche technique et Distribution.
Un papa sur mesure (Daddy) est un téléfilm américain réalisé par Michael Miller, diffusé en 1991 sur le réseau NBC.

## Synopsis
Oliver Watson est marié depuis 18 ans avec Sarah. Il est toujours très amoureux et ils ont trois beaux enfants : Ben, Mélissa et Sam. Il est également vice-président d'une grosse agence de publicité et est passionné par son travail. Mais un jour, Sarah lui annonce qu'elle veut reprendre ses études. Il comprend alors que Sarah est très malheureuse dans son rôle de femme au foyer alors qu'il la croyait épanouie. Sarah part juste après les fêtes de Noël en promettant à ses enfants de revenir tous les week-end. Pourtant, le temps passe et Sarah ne revient toujours pas. Oliver a beaucoup de mal à s'organiser avec les enfants. Un jour, il rencontre Charlotte, une célèbre comédienne travaillant avec son agence de publicité...

## Fiche technique
- Titre : Un papa sur mesure
- Titre original : Daddy
- Réalisation : Michael Miller
- Scénario : L. Virginia Browne, d'après le roman de Danielle Steel
- Direction artistique :
- Décors :
- Costumes :
- Photographie : Laszlo George
- Son :
- Montage : Michael S. McLean
- Musique : Dennis McCarthy
- Production : Dennis Hammer (en), Paul Pompian
- Production exécutive : Douglas S. Cramer (en)
- Co-production : Daniel Franklin
- Société de production : The Cramer Company, NBC Productions
- Distribution :  États-Unis : National Broadcasting Company
- Genre : drame
- Durée : 100 minutes
- Langue : anglais
- Date de diffusion : 23 octobre 1991 sur NBC

## Distribution
- Patrick Duffy : Oliver Watson
- Kate Mulgrew : Sarah Watson
- John Anderson : George Watson
- Ben Affleck : Ben Watson
- Jenny Lewis : Melissa Watson
- Matthew Lawrence : Sam Watson
- Robyn Peterson : Daphne Hutchinson
- Richard McKenzie (en) : Jeremy Bosworth
- Lynda Carter : Charlotte Sampson
- Georgia Emelin : Bobbi Carver
- Gloria Dorson : Phyllis Watson
- Mimi Cozzens : Margaret Porter